# Z2 Georg Thiele
Lo Z2 Georg Thiele fu un cacciatorpediniere della Kriegsmarine tedesca, seconda unità della classe Zerstörer 1934. 
Varata il 18 agosto 1935, l'unità partecipò alle fasi iniziali della seconda guerra mondiale: dopo essere stata utilizzata per il blocco della costa polacca,  fu successivamente trasferita lungo le coste tedesca per partecipare alle missioni di posa di campi minati. Nell'aprile del 1940 il Thiele partecipò alla campagna di Norvegia, assegnato al gruppo navale tedesco incaricato di occupare il porto norvegese di Narvik; dopo aver combattuto nella prima battaglia navale di Narvik, il cacciatorpediniere rimase danneggiato nel corso della successiva seconda battaglia navale di Narvik il 13 aprile 1940: impossibilitato a fuggire, fu fatto spiaggiare lungo la costa norvegese per permettere all'equipaggio di mettersi in salvo.

## Impiego operativo
Ordinata il 7 luglio 1934 e impostata a Kiel il 25 ottobre 1934 nei cantieri Deutsche Werke con il numero identificativo K 243. La nave venne inaugurata il 18 agosto 1935 e venne completata il 27 febbraio 1937.